# Cantone di Ars-en-Ré
Il Cantone di Ars-en-Ré era una divisione amministrativa dell'arrondissement di La Rochelle.
A seguito della riforma approvata con decreto del 27 febbraio 2014, che ha avuto attuazione dopo le elezioni dipartimentali del 2015, è stato soppresso.

## Composizione
Comprendeva i comuni di:
- Ars-en-Ré
- La Couarde-sur-Mer
- Loix
- Les Portes-en-Ré
- Saint-Clément-des-Baleines